# سلمان بحرانی
سلمان بحرانی (زادهٔ ۸ آذر ۱۳۶۸) بازیکن فوتبال اهل ایران است که برای باشگاه فوتبال هوادار بازی می‌کند.